# Glaciar Saturno
El glaciar Saturno es un glaciar ubicado en la costa este de la isla Alejandro I, Antártida, de 28 kilómetros de largo y 11 kilómetros de ancho, que fluye hacia el este hasta el canal Jorge VI (o Presidente Sarmiento), al norte de los acantilados Corner.

## Historia y toponimia
El glaciar fue avistado desde la distancia por Lincoln Ellsworth, quien fotografió segmentos de esta costa el 23 de noviembre de 1935. Fue cartografiado aproximadamente a partir de dichas fotografías por W. L. G. Joerg. Fue nombrado por el Comité de Topónimos Antárticos del Reino Unido recibiendo el nombre del planeta Saturno, luego de ser cartografiado por el actual British Antarctic Survey (BAS) en 1949. El topónimo se relaciona con muchos glaciares cercanos que llevan los nombres de los planetas del Sistema Solar.

## Reclamaciones territoriales
Argentina incluye al glaciar en el departamento Antártida Argentina dentro de la provincia de Tierra del Fuego, Antártida e Islas del Atlántico Sur; para Chile forma parte de la comuna Antártica de la provincia Antártica Chilena dentro de la Región de Magallanes y de la Antártica Chilena; y para el Reino Unido integra el Territorio Antártico Británico. Las tres reclamaciones están sujetas a las disposiciones del Tratado Antártico.
Nomenclatura de los países reclamantes: 
- Argentina: Glaciar Saturno[4][5]
- Chile: ¿?
- Reino Unido: Saturn Glacier[3]